# Max Bruch
Max Christian Friedrich Bruch (Köln, 1838. január 6. – Berlin, 1920. október 2.) német zeneszerző és karmester. Sokoldalú munkássága ellenére elsősorban 1. (g-moll) hegedűversenyéről és Skót fantáziájáról ismert.

## Élete

### Gyermekkora (1838–1847)

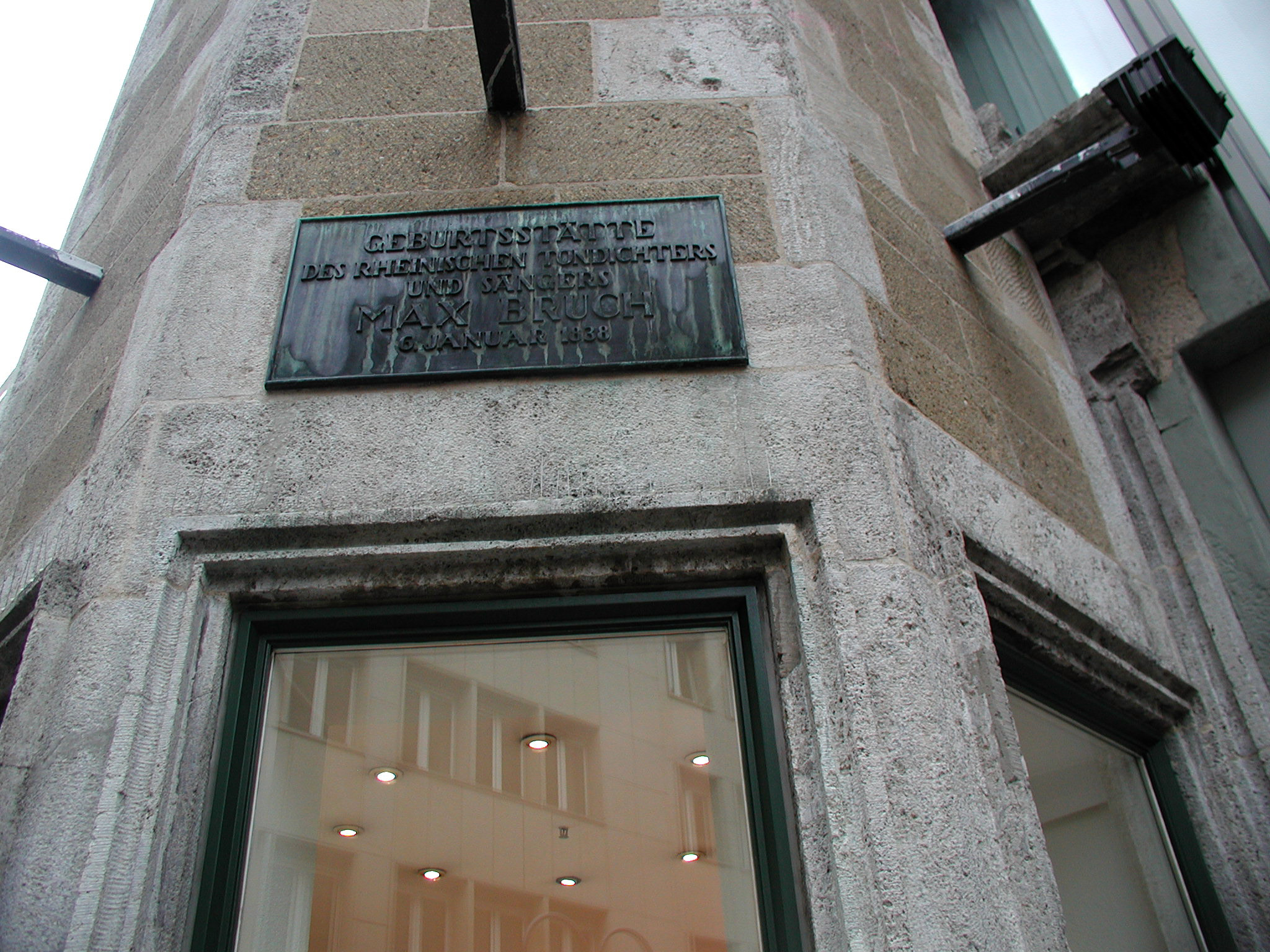
Emléktábla a kölni Richmodisturm, Bruch szülőházának falán

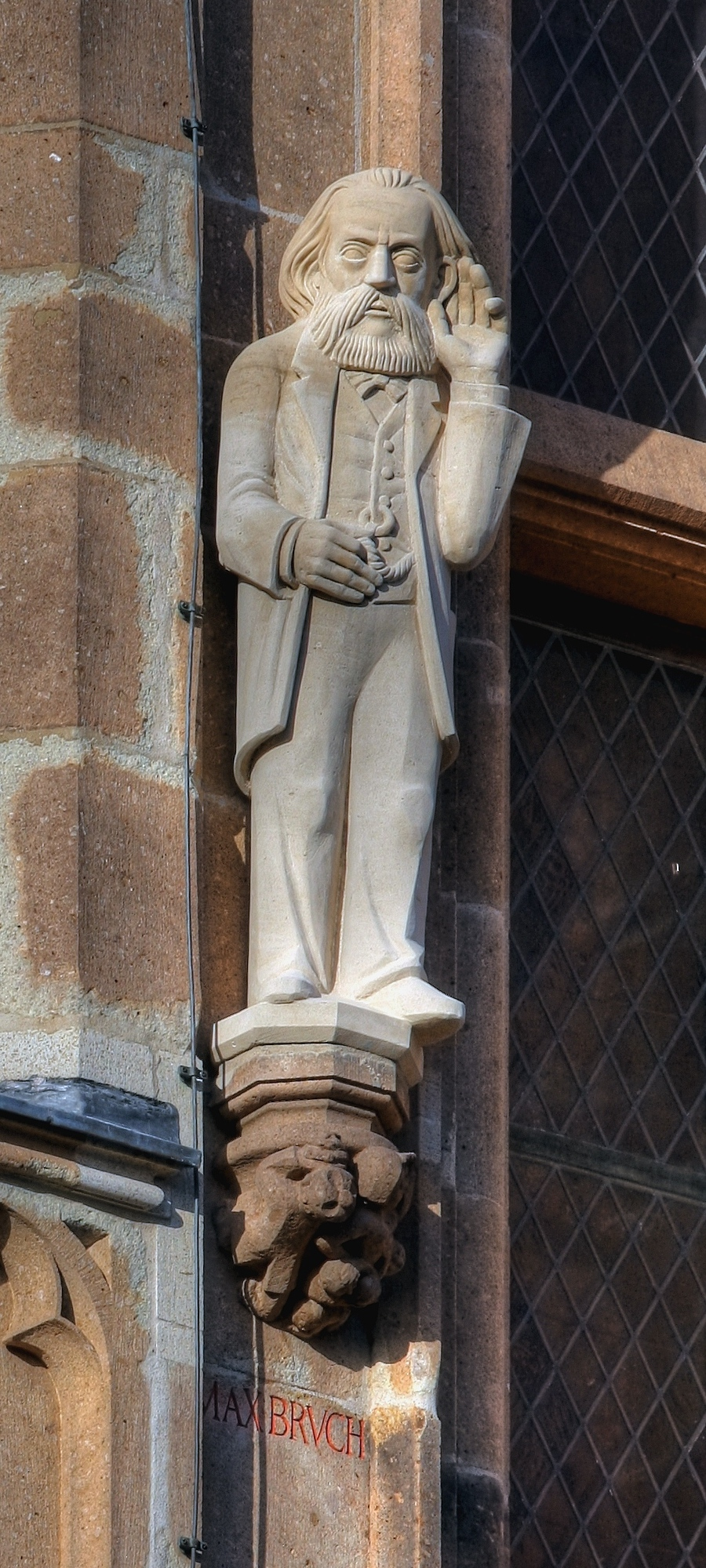
Max Bruch szobra a kölni Rathausturm oldalában

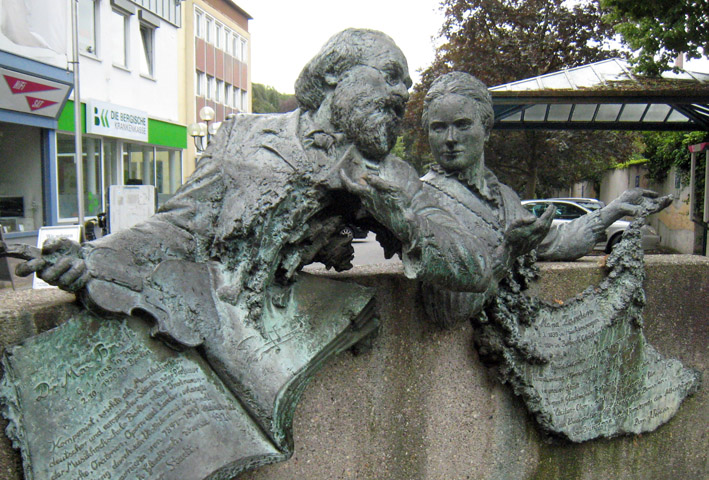
Max Bruch és Maria Zanders emlékműve Bergisch Gladbach belvárosának sétálóutcájában

Max Bruch 1838-ban vízkereszt napján, január 6-án született a kölni Richmodis-Hausban. Édesapja, August Karl Friedrich Bruch, királyi rendőrfelügyelő és rendőrfőnök-helyettes, édesanyja Wilhelmine Almenräder, szopránénekesnő volt. A felújított kölni Richmodisturm (Richmodstraße, Neumarkt) falán található emléktáblán a következő szöveg áll: „Itt született a rajnai zeneszerző és énekes, Max Bruch – 1838. január 6.” Nem világos, hogy miért említik őt mint énekest…
Bruch a következőképpen jellemzi édesapját fiatalkori visszaemlékezéseiben:
„Különösen engedelmes, buzgó és kötelességtudó hivatalnok volt, de veleszületett jóindulata folytán engedett az elkerülhetetlen rendőri szigorból, amennyire tehette. Élvezte a legkülönbözőbb polgári közösségek szeretetét és bizalmát, és segítőkész volt a nehéz helyzetekben.”
Ugyanott említ egy anekdotát, amely különösen a zenei utókor számára lehet érdekes:
„Egy nap megjelent a hivatalában egy kis mozgóárus egy hórihorgas fiúval és így szólt: Engedje meg igen tisztelt felügyelő úr, hogy bemutassam a fiamat. Nagyon szépen játszik csellón – nagy tehetség – épp Párizsba készül! Ez a fiatalember Jacques Offenbach volt, aki később híressé vált néhány kellemes és több kevésbé szép operettjével”.
Első zenei és zongoraleckéit édesanyjától kapta. Erről így ír a visszaemlékezéseiben:
„Édesanyám végtelenül muzikális volt, nagyszerű szoprán hanggal, és a század húszas éveiben többször is szólót énekelt a Rajnai Ünnepi Játékokon. Nagy bánatára azonban korán elvesztette a hangját, és azután már csak az énektanításra szorítkozott.”
Nővéréről, Mathilde-ról, akit Tillnek neveztek, ezt írja:
„Mivel nem volt másik testvérem, kettőnk között különösen bensőséges kapcsolat alakult ki. Mindent együtt csináltunk: zenéltünk, diskuráltunk stb., és semmi sem volt, amit akkor vagy később ne tudtunk volna bizalmasan megbeszélni. Természettől fogva kitűnő formaérzéke volt és a legmélyebb fogékonysága a melódiai szépség és a művészi nagyság iránt. Megvolt továbbá a képessége, hogy bármely művészi tárgykörben élesen és logikusan gondolkozzon.”
Már kisfiúként bátorították arra, hogy közönség előtt szerepeljen. Egy ilyen előadáson hallotta őt játszani Ignaz Moscheles cseh zeneszerző és zongoravirtuóz, aki felismerte a képességeit és arra biztatta, hogy töretlenül fejlessze a tudását.
Hetedik és tizedik életéve között Bruch kibontakoztatta festői tehetségét is, ezért aztán a rokonok második Raffaellonak nevezték. Gyakorlásként olyan csodálatos műveket másolt le, mint „Ferdinand Cortez partraszállása Mexikóban”, „Éliás mennybemenetele”, „Szent Bonifác kivágja a hesseniek szent tölgyfáját” és másokat, melyeket mint illusztrációkat ismert meg a gyerekkönyvekből, a Bibliából vagy a történelemkönyvekből.

### Ifjúkora (1848–1857)
Kilencéves korában írta első szerzeményét, egy dalt édesanyja születésnapjára. Attól kezdve a zene vált a szenvedélyévé, és ezt a szülei is lelkesen támogatták. A kreativitás hirtelen felszínre törése számos kisebb kompozíciót eredményezett: motettákat, zsoltárokat, zongoradarabokat, hegedűszonátákat, egy vonósnégyest, sőt zenekari műveket is, mint például egy tervezett opera, a Jungfrau von Orléans (Az orleans-i szűz) nyitányát. E fiatalkori művekből azonban csak kevés maradt fenn.
Első zeneelméleti ismereteit 1849-ben, Bonnban szerezte, Heinrich Carl Breidenstein professzortól, apja barátjától. Ebben az időben jutott el először Igeler Hofba (egy uradalom Bergish Gladbachban), ahol műveinek jelentős részét írta. Ez a birtok egy Neißen nevű ügyvéd és jegyző tulajdonában volt, aki hajadon nővérével lakott ott. Később a birtokot megvásárolta a Zanders család, amely egy jelentős papírgyár (M-real Zanders) tulajdonosa volt. Kirándulás és sétakocsikázás közben édesapja francia és angol társalgásra tanította az ifjút. A későbbi években Maria Zanders, a barát és pártfogó biztosított számára az alkotáshoz megfelelő környezetet a Villa Zanders-ben.
A családban a kritikus szemléletet is korán magáévá tette az ifjú. A baráti Weber családnál eltöltött kávézásról így írt édesanyjának Igeler Hofba:
„Höcke úr játszott Johann-nal 3 duót, majd Peter és Therese néhány keringőt és polkát, stb., így hát egész délután unatkoztam, kivéve az első darabnál. 7 óra felé felkértek, hogy adjak elő valamit a szerzeményeimből; így hát az új parádés ló hite visszatért. Az igen könnyű billentésű zongorán (amely egyébként fél hanggal mélyebben szólt) a variációim tűrhetően sikerültek. Aztán néhány dal hangzott el, egyebek közt Weberné asszony énekelte el fia szerzeményét, amely azonban engem – a komponista minden igyekezete ellenére – nem érintett meg. Végül megint nekem kellett magam fárasztani a modern darabommal.”
Ugyanebben a levélben számol be tanulmányainak előrehaladásáról:
„… itthon maradtam. Mélyen bele kellett ugyanis temetkeznem a fúgám imitációiba, és kínlódnom a szűkítéssel, az inverzióval, az ellenponttal, stb. Délután hegedűórám volt... Az óra vége felé megérkezett Breidenstein professzor; ő barátságos volt, mint általában. Fúgáimat, melyeket megmutattam neki, nem is találta olyan rossznak.”
Tizenegy évesen lépett a nyilvánosság elé nagyobb kompozícióival. 1852 márciusában a kölni Filharmóniai Társaság előadta első, f-moll szimfóniáját. Szintén 1852-ben egyik vonósnégyesével elnyerte a frankfurti Mozart-alapítvány négyéves ösztöndíját. Ez az ösztöndíj lehetővé tette a számára, hogy 1853. és 1857. között zeneszerzést tanuljon Ferdinand Hillernél és zongorázni Carl Reinecke és Ferdinand Breunung irányításával, Kölnben.
Hiller már 1850-ben megismerkedett a fiatal Bruchhal, amint arról az április 8-i naplóbejegyzése tanúskodik: „Bruch és fiának látogatása”. Említést tesz egy négykezes szonátáról is, amelyet Max átadott neki. A következő években az ifjú tehetség több művét volt módja megismerni, így 1851-ben a „Vonósnégyes édesanyám születésnapjára” című kompozícióját, egy triót, egy motettát és egy szonátát. 1852. november 30-án pedig, a családnál tett számos látogatása egyikén egy hegedűszonátát és egy zongoraötöst. Mindeközben a frankfurti Mozart alapítványnál járt közben Max ösztöndíja érdekében, amiért az ifjú egy levelében így mondott köszönetet: 
„Most, hogy győzelem boldog részese lettem, semmi esetre nem hallgathatom el, hogy a siker legnagyobb részét csak Önnek köszönhetem, mivel azok a kitűnő tanácsok, melyeket a korábbi vonósnégyeseim esetében Öntől kaptam, nagyon hasznosnak bizonyultak e legutolsó komponálásakor... Mindent meg fogok tenni azért, hogy megszolgáljam a belém vetett bizalmat, és olyan keményen fogok dolgozni az Ön irányítása alatt, ahogy az a Mozart-alapítvány ösztöndíjasához illik!”
Az Alapítvány is kifejezetten kérte Hillert, hogy „az új Mozart növendéket derék muzsikussá és zeneszerzővé képezze.”
Már 1852. március 12-én megjelent a Rheinischen Musikzeitungban (Rajnai Zenei Újság) egy cikk Maxról, amelyben őt Mozarthoz és Mendelssohnhoz hasonlították. A jellemzés így szólt: „kedves, nyitott, vidám, gyermeki, elfogulatlan fiú, akinek – bár a hangok világában él – más dolgokban is megmutatkozik ügyessége és rátermettsége.” A cikk szerzője végül útravalóul a legjobbakat kívánta :
„Haladjon bátran előre a megkezdett úton; a művészet, mint fenséges, szent istenség szolgálja őt kedve szerint, és akkor érjen célba, amikor a legmagasabbra és legjobbra jutott! Ehhez kívánjuk igaz szívvel az égiek minden áldását!”
Hiller sok időt fordított Bruchra, és több figyelemmel végezte a munkáját, mint más tanítványai esetében. Naplóiban említést tesz Bruch legtöbb korai, nem publikált szerzeményéről, ugyanúgy, mint első kiadott kompozícióiról. Ugyancsak jelentősen közreműködött tanítványa opus 1. művének kinyomtatásakor, amelyet egyrészt ajánlásokkal látott el, másrészt előfizetési listát küldött körbe a kölni zenekedvelők és barátai körében. Ezt a listát néhány nap alatt lejegyezték, és ez lehetővé tette az opera publikálását 1857-ben, a lipcsei Verlag Senff kiadónál.
1857 végén Lipcsébe költözött, hogy továbbfejlessze tudását Ferdinand Davidnál, Eduard Rietznél és Moritz Hauptmann-nál. További előnyöket hozott a leendő zeneszerző számára, hogy kapcsolatba került a Breitkopf & Härtel zeneműkiadóval.

### Felnőttkor (1858–)

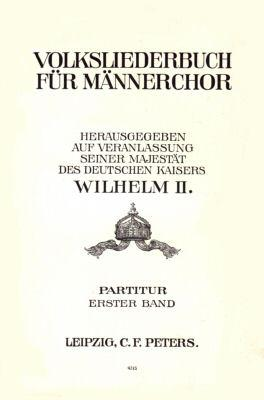
Az első Kaiserliederbuch, a Volksliederbuch für Männerchor 1906-os első kiadásának címlapja

A következő években rövidebb-hosszabb ideig Lipcsében, Bonnban és Mannheimben tartózkodott. 1859-ben beiratkozott a Bonni Egyetemre, hogy egy félévig művészetet, építészetet és filozófiát tanuljon. Mannheimben 1862 és 1864 között általános zeneelméleti, karmesteri és hangszerelési ismereteket szerzett. Itt mutatták be Die Loreley (op. 16) című operáját 1863. június 14-én. 1865-ben a zeneigazgatói posztot töltötte be Koblenzben, és itt kezdett hozzá jól ismert 1. hegedűversenyének komponálásához. Két évvel később a türingiai Sondershausenbe költözött, ahol 1870-ig udvari kapellmeisterként tevékenykedett, Schwarzburg-Sondershausen hercegének szolgálatában. Ezt követően Berlinben zenetanárként, majd 1873-tól független zeneszerzőként dolgozott. Ebben az időben korának olyan jelentős zenei személyiségeivel került kapcsolatba, mint Johannes Brahms és Pablo de Sarasate.
1878-ban Bruch ismét kapott állást, mint Stern’sches Konservatorium vezetője. 1880-tól 1883-ig a Liverpooli Filharmóniai Társaságot (Royal Liverpool Philharmonic Orchestra) irányította. 1881. január 3-án feleségül vette Clara Tuczek énekesnőt (1854. február 15.–1919. augusztus 26.); négy gyermekük született.
Az Egyesült Államokba tett utazása után átvette a breslaui Orchesterverein vezetését, és azt 1890-ig látta el. Ezután családjával Berlinbe költözött, és ott 1890-től egészen 1911-es nyugdíjba vonulásáig zeneszerzést tanított a Berlin Hochschule für Musik professzoraként. 1891-ben zeneszerzői mesterkurzust tartott a Porosz Művészeti Akadémián (Preußische Akademie der Künste), Berlinben. Ottani tanítványai közé tartozott Oscar Straus és Eduard Künneke operettkomponista, a norvég Fartein Valen, a lengyel orgonaművész, karmester és zeneszerző Feliks Nowowiejski, az angol komponista, Ralph Vaughan Williams és Kōsaku Yamada, japán zeneszerző. Egyebek mellett, népdalok feldolgozásával is foglalkozott, az úgynevezett Kaiserliederbuch (Császári Daloskönyv) számára, amelynek első kiadása 1906-ban jelent meg Volksliederbuch für Männerchor (Népdalkönyv férfikórusra) címmel.

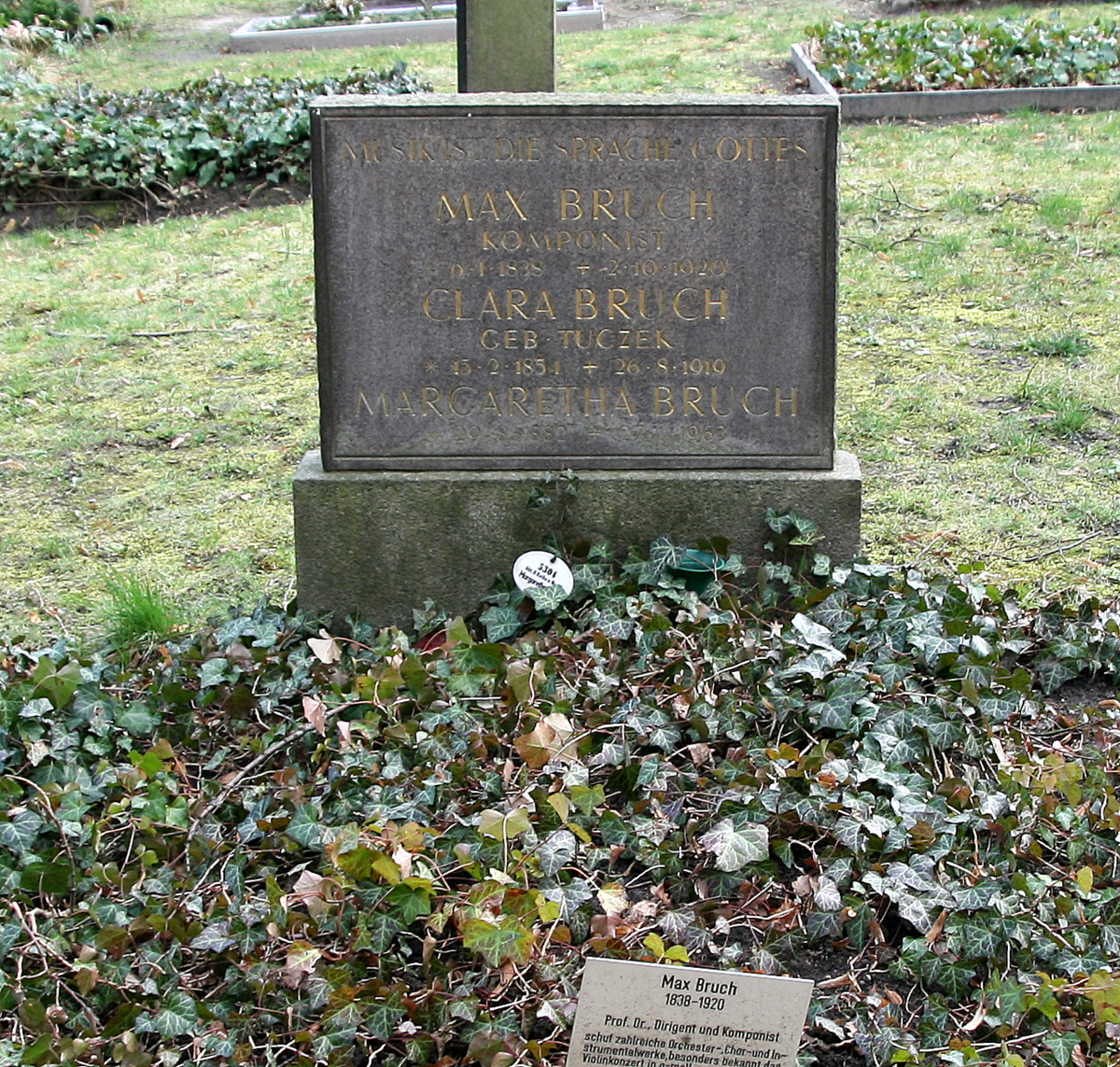
Sírja Berlinben

Életében számos kitüntetésben részesült. Egyebek közt 1893-ban a University of Cambridge díszdoktorává, 1918-ban a berlini Friedrich-Wilhelms-Universität (ma Humboldt-Universität) díszdoktorává avatták.
Bruch 1920-ban halt meg, berlini otthonában. Felesége mellett helyezték örök nyugalomra Berlin-Schönebergben, az Alter St.-Matthäus-Kirchhof díszsírhelyében, ahol olyan jeles berliniek körében alussza álmát, mint August Bredow szobrász, Johann Heinrich Schmieden és Alfred Messel építész, vagy a Grimm testvérek. Temetésén 1. hegedűversenyének Adagio tételét játszották. Sírkövén ez a felirat áll Musik ist die Sprache Gottes (A zene Isten szava).

## Zeneszerzői stílusa
Bruch ideáljai már zeneszerzői pályájának elején rendíthetetlenek voltak, és egészen haláláig nem változtak meg alapvetően. Egyértelmű Mendelssohn és barátja, Brahms iránti nagyrabecsülése. Nagy bánatára azonban, mindvégig a nagy Brahms árnyékában maradt, akivel egész életében összehasonlították.
Pályája során mindvégig élénk érdeklődést tanúsított a német népdal iránt. Ezzel szemben a kezdetektől harcolt a Liszt és Wagner által fémjelzett új német iskola ellen. Az ő művei a fülbemászó melódiák és a hagyományos zenei formák iránti vonzódásáról árulkodnak. Jóllehet Bruch erősen érdeklődött a vokális muzsika iránt, legjobb műveit a hangszeres zene területén alkotta (szimfóniák, versenyművek).
Már életében nyilvánvalóvá vált, ami mára a realitás: a komponista Bruchot a nagyközönség szinte csak az 1. hegedűversenyéről ismeri, s ez a tény a zeneszerzőt elkeserítette.
Sokoldalú munkásságát viszonylagos közömbösség övezte, és ennek az alapjai többirányúak:
Bár kompozícióinak nem kis hányada egészen eredeti és progresszív vonulatot képvisel, Bruch alapjában konzervatív muzsikus volt, akit a századfordulón – főként az új harmonizálás szerény alkalmazása következtében – anakronisztikusnak bélyegeztek. Védelmezte a maga romantikus művészetfelfogását, és további bírálatoknak tette ki magát azzal, hogy Richard Strausst és Max Regert hevesen kritizálta. Egész életében elzárkózott mindenféle zenei újítástól, amit egyszerűen zenei szociáldemokráciának nevezett. A nemzetiszocializmus időszakában pedig, Kol Nidrei című alkotása (op. 47.) miatt – feltételezett zsidóként – kikerült a műsortervekből, így a német nyelvterületeken szinte teljesen feledésbe merült.
Végül álljon itt, hogyan vélekedett maga Bruch a saját életművéről:
„Brahms tíz éve halott, mégis még mindig becsmérlik: mind a zeneértők, mind pedig a kritikusok. Én viszont azt jósolom, hogy az idő múlásával egyre inkább méltányolni fogják, mialatt a legtöbb műve feledésbe merül. 50 év múltán azonban a neve – minden idők legkiválóbb zeneszerzőjeként – fényesen fog ragyogni, míg rám főleg csak a g-moll hegedűversenyem folytán fognak emlékezni.”

## Emlékezete

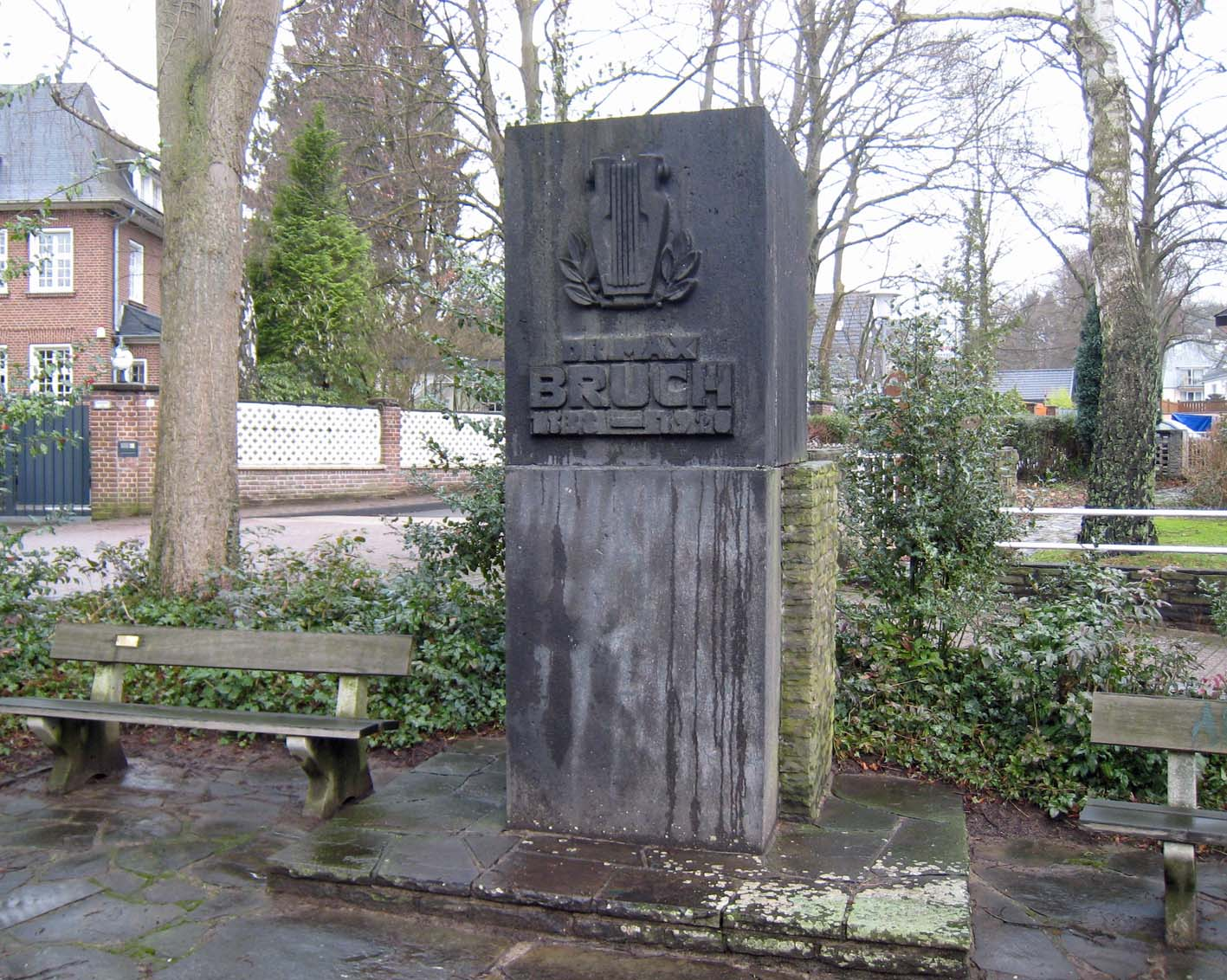
Max Bruch emlékműve Bergisch Gladbach Margaretenhöhe városrészében, Wolfgang Wallner alkotása

- Bergisch Gladbach díszpolgára 1917 óta
- 1908 és 1918 között utca viselte a nevét Bergisch Gladbachban.
- 1924-ben Wolfgang Wallner szobrászművész elkészítette a zeneszerző emlékművét Bergisch Gladbach Margaretenhöhe városrészében.
- Bergisch Gladbach zeneiskoláját Max Bruchról nevezték el.

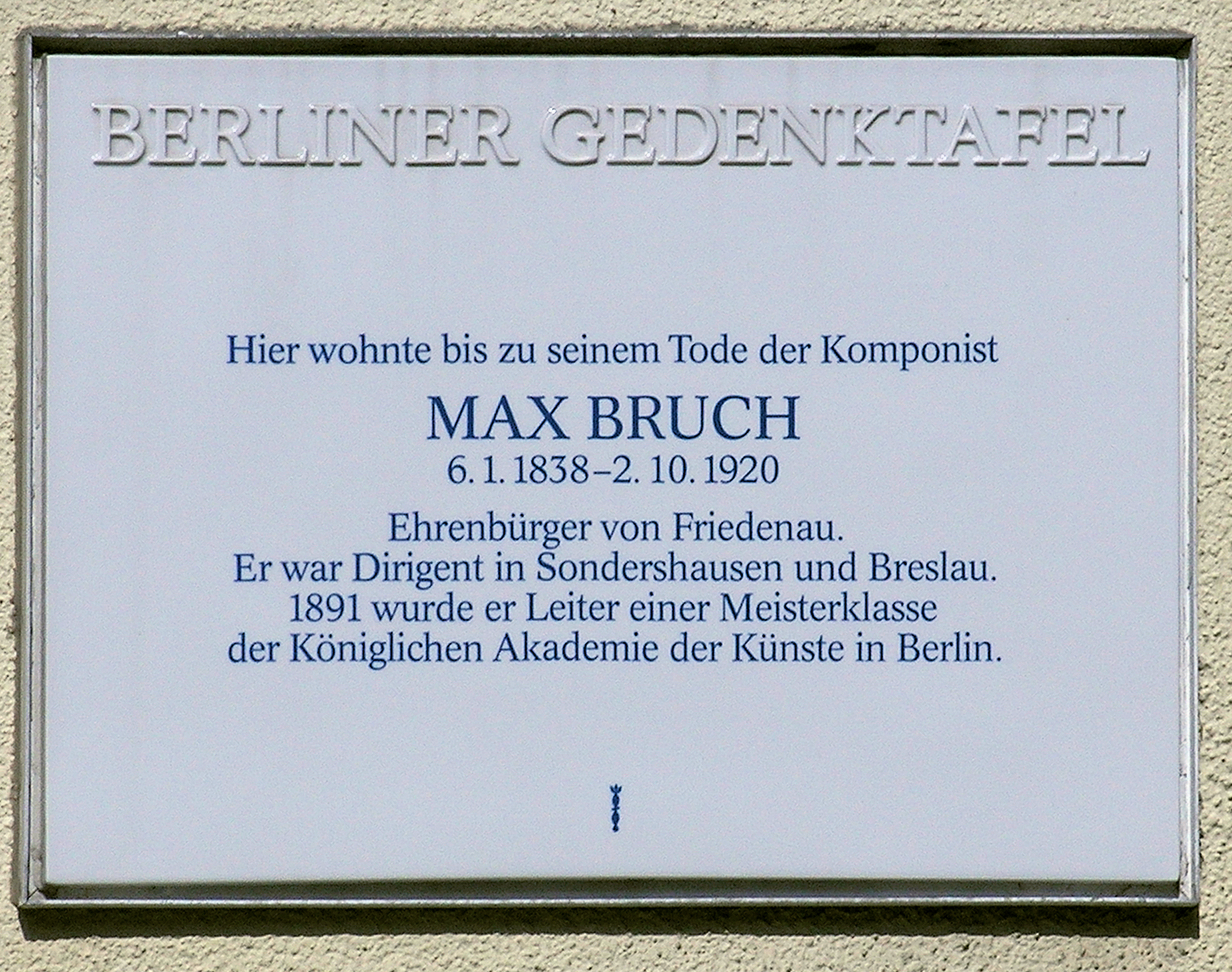
Emléktábla berlini lakóházának falán (Berlin-Friedenau, Albestraße 3)

## Művei

### Operák
- Scherz, List und Rache (Tréfa, fortély és bosszú) op. 1 (Premier: 1858. január 14., Köln)
- Die Loreley op. 16 (1863)
- Hermione op. 40 (Bemutató: 1872. március 21., Berlin)
- Claudine von Villa Bella, opusszám nélkül
- Odüsszeusz

### Zenekari művek
- Canzonetta, opusszám nélkül
- 1. szimfónia, Esz-dúr op. 28 (1868)
- 2. szimfónia, f-moll op. 36 (1870)
- 3. szimfónia, E-dúr op. 51 (1882, átdolgozva: 1886)
- Schwedische Tänze (Svéd táncok) op. 63 (Zenekarra hangszerelve, 1892)
- Suite, nach russischen Volksmelodien (Szvit orosz népi dallamokra) op.79b (1903)
- Suite Nr. 2, nach schwedischen Volksmelodien (2. szvit svéd népi dallamokra) (1906, eredetileg: Nordland-Suite)
- Suite Nr. 3 für Orchester und Orgel (3. szvit zenekarra és orgonára) op. 88b (1909, átdolgozva: 1912)
- Serenade nach schwedischen Volksmelodien (Szerenád svéd népi dallamokra) Vonószenekarra, opusszám nélkül
- Mindener Fantasie, opusszám nélkül

### Versenyművek, koncertdarabok
- 1. hegedűverseny, g-moll op. 26[14] (1865–67)
- Romanze, románc hegedűre és zenekarra, a-moll op. 42
- 2. hegedűverseny, d-moll op. 44 (1877)
- Schottische Fantasie (Skót fantázia) hegedűre és zenekarra, Esz-dúr op. 46 (1879/80)
- Kol nidrei, hangversenydarab csellóra és zenekarra, d-moll op. 47[15] (1880/81)
- Canzone csellóra és zenekarra B-dúr Op. 55
- Adagio nach keltischen Melodien (Adagio kelta dallamokra), csellóra és zenekarra op. 56
- Adagio appassionato, koncertdarab hegedűre és zenekarra op. 57
- 3. hegedűverseny, d-moll op. 58 (1891)
- Ave Maria, csellóra vagy hegedűre és zenekarra op. 61
- Schwedische Tänze (Svéd táncok) hegedűre és zenekarra op. 63
- In Memoriam, hangversenydarab hegedűre és zenekarra, a-moll op. 65
- Serenade, szerenád hegedűre és zenekarra op. 75 (1899/1900)
- Konzertstück, hangversenydarab hegedűre és zenekarra, fisz-moll op. 84 (1910)
- Romanze, románc brácsára és zenekarra, F-dúr op. 85 (1912 körül)
- Versenymű klarinétra, brácsára és zenekarra, e-moll op. 88[16] (1911)
- Versenymű két zongorára és zenekarra asz-moll op. 88a (1915, a 3. szvit alapján)

### Vokális művek

#### Egyházikórusok
- Hosanna, opusszám nélkül
- Jubilate und Amen op. 3
- Die Flucht der heiligen Familie, kantáta op. 20
- Gesang der heiligen drei Könige op. 21
- Rorate coeli op. 29
- Die Flucht nach Aegypten op. 31, No. 1
- Morgenstunde op. 31, No. 2
- Kyrie, Sanctus und Agnus Dei op. 35
- Gruß an die heilige Nacht op. 62
- Hymne, Kantate op. 64
- Moses, Oratorium op.67 (1893/94)
- Sei getreu bis in den Tod op. 69
- Osterkantate op. 81
- Das Wessobrunner Gebet op. 82
- Christkindlieder op. 92

#### Világi kórusok szólóhanggal
- Rinaldo, opusszám nélkül
- Die Birken und die Erlen (A nyírfák és az égerfák), kantáta Gustav Pfarrius egyik költeményére, az Erdei dalok ciklusból, op. 8
- Frithjof, kantáta Esaias Tegnér Frithjof-Saga című művének jeleneteire, op. 23 (1860, átdolgozva: 1864)
- Schön Ellen, ballada 2 szólóhangra, vegyes karra és zenekarra, op. 24
- Salamis, a görögök harci éneke, op. 25
- Frithjof auf seines Vaters Grabhügel (Frithjof, apjának sírhalmára) op. 27
- Normannenzug op. 32
- Dithyrambe (Ditirambus) op. 39
- Odysseus, oratórium op. 41 (1871/72)
- Arminius, oratórium op. 43 (1875)
- Die Glocke, oratórium Friedrich Schiller: A harangok éneke című versére, op. 45 (1872)
- Achilleus, oratórium Heinrich Bulthaupt: Ilias című műve nyomán op. 50
- Das Feuerkreuz (A tűzkereszt), kantáta op. 52
- Drei Hebräische Gesänge (Három héber dal), opusszám nélkül
- Leonidas, oratórium op. 66
- Gustav Adolf, oratórium op. 73
- Damanjanti, jelenetek az indiai Nala und Damanjanti című költeményből op. 78
- Die Macht des Gesanges (A dal hatalma) op. 87
- Trauerfeier fur Mignon (Temetési szertartás Mignonért) op. 93

#### Világi kórusok szóló nélkül
- Vier Männerchöre mit Orchester (Négy férfikar zenekarral) op. 19
- Fünf Lieder (Öt dal) op. 22
- Römische Leichenfeier (Római gyászszertartás) op. 34
- Das Lied vom deutschen Kaiser (A német császár dala) op. 37
- Fünf Lieder (Öt dal) op. 38
- Vier Männerchöre (Négy férfikar) op. 48
- Zwei Männerchöre (Két férfikar) op. 53
- Neun Lieder (Kilenc dal) op. 60
- Drei Neue Männerchöre (Három új férfikórus) op. 68
- Sieben Gesänge (Hét dal) op. 71
- In der Nacht (Az éjszakában) op. 72
- Herzog Moritz, (A magdeburgiak harci dala a szász Herzog Moritz ellen) von Sachsen op. 74
- Der letzte Abschied des Volkes (A nemzet utolsó búcsúja) op. 76
- Sechs Volkslieder (Hat népdal), opusszám nélkül
- Sechs Lieder (Hat dal) op. 86
- Alternberger Hymne, (Alternbergi himnusz) opusszám nélkül
- Heldenfeier (Hősök ünneplése) op. 89
- Fünf Lieder (Öt dal) op. 90
- Die Stimme der Mutter Erde (Az anyaföld hangja) op. 91

#### Dalok
- Drei Duette für Sopran, Alt und Klavier (Három duett szopránra, altra és zongorára) op. 4
- Sieben Lieder für 2- und 3-stimmige Frauenstimmen und Klavier (Hét dal két- és háromszólamú női hangra és zongorára) op. 6
- Zehn Lieder (Tíz dal) op. 17
- Vier Lieder für Bariton und Klavier (Négy dal baritonra és zongorára) op. 18
- Zwölf schottische Volkslieder (Tizenkét skót népdal), opusszám nélkül
- Die Priesterin der Isis in Rom (Isis papnője Rómában), kantáta op. 30
- Vier Lieder (Négy dal) op. 33
- Lieder und Gesänge (Dalok és énekek) op. 49
- Siechentrost Lieder (Siechentrost dalok) op. 54
- Fünf Lieder für Bariton (Öt dal baritonra) op. 59
- Szene der Marfa (Márfa jelenete Schiller Demetriusából) op. 80
- Fünf Lieder (Öt dal) op. 97

### Kamaraművek
- Esz-dúr szeptett klarinétra, kürtre, fagottra, két hegedűre, csellóra és nagybőgőre, opusszám nélkül (1849. augusztus 28., Goethe születésének 100. évfordulójára)[17] )
- Klaviertrio No. 1, (1. zongoratrió), opusszám nélkül (1849)
- Quintett für Klavier und Streicher (Kvintett zongorára és vonósokra), opusszám nélkül (1852)
- Streichquartett (Vonósnégyes) (1852)
- Klaviertrio No. 2 (2. zongoratrió), opusszám nélkül (1852 körül)
- Klaviertrio No. 3,(3. zongoratrió),opusszám nélkül (1855)
- Trio c-moll für Klavier, Violine, and Violoncello (c-moll trió zongorára, hegedűre és csellóra) op. 5 (1857)
- Streichquartett Nr. 1 (1. vonósnégyes, c-moll) op. 9 (1856)
- Streichquartett Nr. 2 (2. vonósnégyes, E-dúr) op. 10 (1860)
- Schwedische Tänze (Svéd táncok, hegedűre és zongorára) op. 63
- Vier Stücke für Violoncello und Klavier (Négy darab csellóra és zongorára) op. 70
- Lieder und Tänze über russische und schwedische Melodien für Violine und Klavier (Dalok és táncok orosz és svéd dallamokra – hegedű és zongora) op. 79
- Acht Stücke für Klarinette, Bratsche und Klavier oder Violine, Violoncelle und Klavier (Nyolc darab klarinétra, brácsára és zongorára, vagy hegedűre, csellóra és zongorára) op. 83 (1908/09)
- Klavierquintett g-moll (g-moll zongoraötös), opusszám nélkül (1886)
- Streichquintett Nr. 1 a-moll (1. vonósötös, a-moll), opusszám nélkül (1918)
- Streichquintett Nr. 2 Es-Dur (2. vonósötös, Esz-dúr), opusszám nélkül (1918)
- Frühlingslied für Zwei Violinen, Klavier, und Harmonium ad lib. (Tavaszi dal, két hegedűre, zongorára és harmóniumra, tetszés szerint), opusszám nélkül
- Streichoktett B-Dur (B-dúr vonós oktett), opusszám nélkül (1920)
- Ach bleib mit deiner Gnade für Blechbläser (Ó, maradj kegyelmes - rézfúvósokra), opusszám nélkül

### Zongoramuzsika
- Romanze (Románc), opusszám nélkül
- Capriccio in fis-moll für Klavier zu Vier Händen (fisz-moll capriccio zongorára, négy kézre) op. 2
- Fantasia in d-moll (d-moll fantázia) op. 11
- Sechs Klavierstücke (Hat zongoradarab) op. 12
- Zwei Klavierstücke (Két zongoradarab) op. 14
- Mindener Fantasie, (Mindeni fantázia) opusszám nélkül
- Schwedische Tänze op. 63, arrangiert für Klavier zu 2 Händen (Az op, 63 Svéd táncok zongorás változata két kézre)
- Schwedische Tänze op. 63, arrangiert für Klavier zu 4 Händen (Az op, 63 Svéd táncok zongorás változata négy kézre)

### Orgonaművek
- Kleines Präludium (Kis prelúdium), opusszám nélkül

### Egyéb művek
- Lied an die Eltern (Dal a szülőkhöz), opusszám nélkül
- Lieder (Dalok), opusszám nélkül (1851)
- Am Rhein (A Rajnánál), opusszám nélkül
- Dramatischen Szenen aus Scheffels Ekkehard (Drámai jelenetek Scheffel Ekkehard című regényéből), opusszám nélkül
- Durch Nacht zum Licht (Az éjen át a fénybe), opusszám nélkül
- Geistlich gesinnt sein, opusszám nélkül
- Gesänge bei der Trauung Else Tuczek und Franz von Ankert am 24. März 1897 (Dalok Else Tuczek és Franz von Ankert esküvőjére, 1897. március 24.)
- Hymne (Himnusz), opusszám nélkül
- Hymne an das Vaterland (Himnusz az anyaföldhöz), opusszám nélkül
- Japanslied (Japán dal), opusszám nélkül
- Kaiser Wilhelm-Lied (Vilmos császár dala), opusszám nélkül
- Wächterlied in der Neujahrsnacht (Az őrök dala újév éjszakáján), opusszám nélkül
- Das Lied der Deutschen in Österreich (Németek dala Ausztriában), opusszám nélkül
- Militärmärsche (Katonaindulók), opusszám nélkül
- Venezianische Serenade (Velencei szerenád), opusszám nélkül
- Zum 31.8.1900 (1900. 8.31-ére), opusszám nélkül

## Fordítás
- Ez a szócikk részben vagy egészben  a   Max Bruch című német Wikipédia-szócikk ezen változatának fordításán alapul.  Az eredeti cikk szerkesztőit annak laptörténete sorolja fel. Ez a jelzés csupán a megfogalmazás eredetét és a szerzői jogokat jelzi, nem szolgál a cikkben szereplő információk forrásmegjelöléseként.

## Dokumentumok
Max Bruch levelezése az Edition Peters zeneműkiadó birtokában, a lipcsei állami archívumban elhelyezve.